# Metalectra lappa
Metalectra lappa là một loài bướm đêm trong họ Erebidae.